# Ametastegia
Ametastegia es un género de avispa sierra de la subfamilia Allantinae, familia Tenthredinidae. Existen unas 16 especies descriptas en Ametastegia.

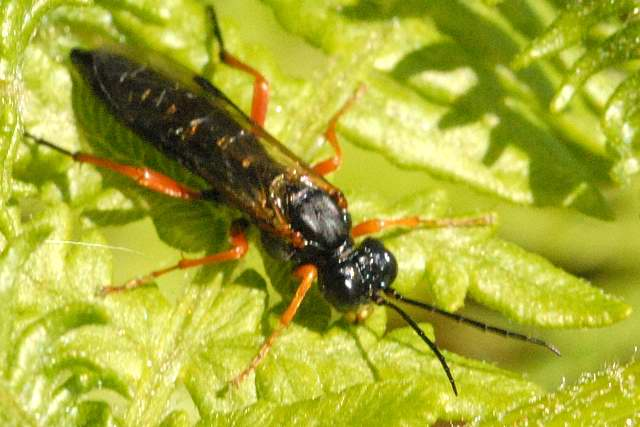
Ametastegia glabrata

## Especies
Estas 16 especies se encuentran en el género Ametastegia:
- Ametastegia albipes (Thomson, 1871)
- Ametastegia aperta (Norton, 1861)
- Ametastegia armillata (Konow, 1905)
- Ametastegia articulata (Klug, 1818)
- Ametastegia becra Smith
- Ametastegia carpini (Hartig, 1837)
- Ametastegia equiseti (Fallen, 1808)
- Ametastegia formosana (Rohwer, 1916)
- Ametastegia glabrata (Fallen) (dock sawfly)
- Ametastegia lacteilabris (Costa, 1894)
- Ametastegia pallipes (Spinola) (violet sawfly)
- Ametastegia perla (Klug, 1818)
- Ametastegia persica Khayrandish, Talebi & Blank, 2015
- Ametastegia tener (Fallén, 1808)
- Ametastegia tenera (Fallen, 1808)
- Ametastegia xenia Smith